# Paradiž (Słowenia)
Paradiž – wieś w Słowenii, w gminie Cirkulane. W 2018 roku liczyła 187 mieszkańców.